# Grand Prix ISU juniores in Bulgaria
Il Grand Prix ISU juniores in Bulgaria è una competizione internazionale di pattinaggio di figura. Si tiene in autunno e fa parte del circuito Grand Prix ISU juniores di pattinaggio di figura. Le medaglie sono assegnate nelle discipline del singolo maschile, singolo femminile, coppie e danza su ghiaccio.

## Vincitori

### Singolo maschile
| Anno        | Luogo | Oro              | Argento           | Bronzo          |
| 1997        | Sofia | Ivan Dinev       | Derrick Delmore   | Yosuke Takeuchi |
| 1998        | Sofia | Ilia Klimkin     | Stefan Lindemann  | Soshi Tanaka    |
| 2001        | Sofia | Shawn Sawyer     | Daisuke Takahashi | Shaun Rogers    |
| 2003        | Sofia | Andrei Griazev   | Tomáš Verner      | Shawn Sawyer    |
| 2005        | Sofia | Stephen Carriere | Traighe Rouse     | Sergei Voronov  |
| 2006 Finale | Sofia | Stephen Carriere | Brandon Mroz      | Kevin Reynolds  |
| 2007        | Sofia | Artem Borodulin  | Adam Rippon       | Jeremy Ten      |

### Singolo femminile
| Anno        | Luogo | Oro              | Argento          | Bronzo             |
| 1997        | Sofia | Morgan Rowe      | Brittney McConn  | Chisato Shina      |
| 1998        | Sofia | Tamara Dorofejev | Daria Timoshenko | Sabina Wojtala     |
| 2001        | Sofia | Yukina Ota       | Olga Agapkina    | Yukari Nakano      |
| 2003        | Sofia | Lina Johansson   | Kimmie Meissner  | Cynthia Phaneuf    |
| 2005        | Sofia | Yuna Kim         | Katy Taylor      | Juliana Cannarozzo |
| 2006 Finale | Sofia | Caroline Zhang   | Ashley Wagner    | Megan Oster        |
| 2007        | Sofia | Chrissy Hughes   | Satsuki Muramoto | Jana Smekhnova     |

### Coppie
| Anno        | Luogo | Oro                                     | Argento                                       | Bronzo                                 |
| 1997        | Sofia | Alena Maltseva / Oleg Popov             | Jacinthe Larivière / Lenny Faustino           | Irina Melihova / Vladimir Saprikin     |
| 1998        | Sofia | Victoria Maxiuta / Vladislav Zhovnirski | Alena Maltseva / Oleg Popov                   | Aneta Kowalska / Łukasz Różycki        |
| 2001        | Sofia | Julia Shapiro / Dmitri Khromin          | Jacqueline Jimenez / Themistocles Leftheris   | Cathy Monette / Daniel Castelo         |
| 2003        | Sofia | Natalia Shestakova / Pavel Lebedev      | Tat'jana Volosožar / Petr Kharchenko          | Brittany Vise / Nicholas Kole          |
| 2005        | Sofia | Mariel Miller / Rockne Brubaker         | Kendra Moyle / Andy Seitz                     | Elizaveta Levshina / Konstantin Gavrin |
| 2006 Finale | Sofia | Keauna McLaughlin / Rockne Brubaker     | Ksenia Krasilnikova / Konstantin Bezmaternikh | Jessica Rose Paetsch / Jon Nuss        |

### Danza su ghiaccio
| Anno        | Luogo | Oro                               | Argento                              | Bronzo                                  |
| 1997        | Sofia | Federica Faiella / Luciano Milo   | Jamie Silverstein / Justin Pekarek   | Julia Golovina / Denis Egorov           |
| 1998        | Sofia | Flavia Ottaviani / Massimo Scali  | Natalia Romaniuta / Daniil Barantsev | Emilie Nussear / Brandon Forsyth        |
| 2001        | Sofia | Oksana Domnina / Maxim Bolotine   | Mariana Kozlova / Sergey Baranov     | Nóra Hoffmann / Attila Elek             |
| 2003        | Sofia | Nóra Hoffmann / Attila Elek       | Camilla Spelta / Luca Lanotte        | Anastasia Platonova / Andrei Maximishin |
| 2005        | Sofia | Meryl Davis / Charlie White       | Anna Cappellini / Luca Lanotte       | Anastasia Platonova / Andrei Maximishin |
| 2006 Finale | Sofia | Madison Hubbell / Keiffer Hubbell | Emily Samuelson / Evan Bates         | Ekaterina Bobrova / Dmitri Soloviev     |
| 2007        | Sofia | Isabella Pajardi / Stefano Caruso | Shannon Wingle / Ryan Devereaux      | Anastasia Vykhodtseva / Alexei Shumski  |